# Bosko's Dizzy Date
Pour plus de détails, voir Fiche technique et Distribution.
Bosko's Dizzy Date est un dessin animé américain réalisé par Hugh Harman, produit par la Warner Bros. Pictures, dans la série des Bosko (Looney Tunes), sorti en 1932. Ce dessin animé a été aussi nommé Bosko and Honey.
Il a été réalisé par Hugh Harman et produit par Hugh Harman et Rudolf Ising. De plus, Leon Schlesinger est crédité comme producteur associé.

## Fiche technique
- Titre original : Bosko's Dizzy Date
- Titre alternatif : Bosko and Honey
- Réalisation : Hugh Harman
- Producteurs : Hugh Harman, Rudolf Ising et Leon Schlesinger
- Musique : Frank Marsales
- Production : Leon Schlesinger Studios
- Distribution : Warner Bros. Pictures
- Durée : 7 minutes
- Format : noir et blanc - mono
- Langue : anglais
- Pays : États-Unis
- Date de sortie :  États-Unis : 19 novembre 1932
- Genre : Dessin-animé
- Licence : Domaine public[1]

## Un dessin animé sous deux noms?
Bien que certaines sources différencient les cartoons Bosko's Dizzy Date et Bosko and Honey (le second serait sorti courant 1932, mais pas en cinéma), le contenu de chacun est identique à l'autre, à part le carton-titre. Bosko and Honey serait en fait une première version jamais parue au cinéma de Bosko's Dizzy Date.